# Caterpillar Burnie International 2023
Das Caterpillar Burnie International 2023 war ein Tennisturnier der ITF Women’s World Tennis Tour 2023 für Damen und ein Tennisturnier der ATP Challenger Tour 2023 für Herren in Burnie. Die Turniere fanden parallel vom 30. Januar bis 5. Februar 2023 statt.